# TodayTV
TodayTV là kênh truyền hình giải trí thành lập vào ngày 19 tháng 7 năm 2008 bởi Công ty Cổ phần Quốc tế Truyền thông (IMC). Hiện nay kênh hợp tác với Truyền hình cáp SCTV phối hợp sản xuất và phát sóng thông qua kênh truyền hình SCTV2. Trước đây kênh từng hợp tác với Đài Truyền hình Kỹ thuật số VTC phát sóng miễn phí trên kênh VTC7 (19/7/2008 - 14/1/2025).
TodayTV - SCTV2 được phát sóng trên các hạ tầng truyền hình gồm: SCTV, HTVC, VTVcab, K+, MyTV (VNPT), TV360 (Viettel).
Từ 17h44 ngày 11/5/2023, logo TodayTV trên kênh truyền hình VTC7 lúc ẩn lúc hiện do tư nhân hoá báo chí theo Quyết định 1418/QĐ-BTTTT năm 2022.
Từ 00:00 ngày 14/01/2025, kênh TodayTV chuyển toàn bộ nội dung của mình từ kênh VTC7 sang kênh SCTV2 để tiếp tục duy trì phát sóng, sau khi VTC chính thức dừng hoạt động từ 00h00 ngày 15/01/2025 để thực hiện sắp xếp, tinh gọn bộ máy theo chủ trương của Chính phủ.
Từ ngày 14/01/2025, kênh TodayTV phát sóng trở lại chương trình Xổ Số Vietlott lúc 18h00 hàng ngày và kết thúc lúc 18h30.

## Thời lượng phát sóng
- 19/07/2008 - 31/12/2009: 06:00 - 24h00 hàng ngày.
- 01/01/2010 - 31/12/2012: 06:00 - 03:00 hàng ngày.
- 01/01/2013 - 13/01/2025: 06:00 - 05:50 hoặc 06:00 - 05:55 hàng ngày.
- 14/01/2025 - nay: 24/24h hàng ngày.